# Witalij Proszkin
Witalij Wasiljewicz Proszkin (ros. Виталий Васильевич Прошкин; ur. 8 maja 1976 w Elektrostali) – rosyjski hokeista.

## Kariera
- Kristałł Elektrostal (1994–1998)
- Dinamo Moskwa (1998–2000)
- Ak Bars Kazań (2000–2007)
- Saławat Jułajew Ufa (2007–2014)
- HK Soczi (2014)

Wychowanek Kristałła Elektrostal.
24 stycznia 2012 rozegrał spotkanie numer 1000 w rozgrywkach hokejowych o Mistrzostwo Rosji (w tym 161 w barwach Kristałłu, 130 w Dinamo, 407 w Ak Barsie i 302 w Saławacie. Jako pierwszy osiągnięcie to uzyskał Andriej Subbotin 12 grudnia 2011, zaś jako trzeci Aleksiej Troszczinski 20 lutego 2012.
Od 2007 do lipca 2014 zawodnik Saławatu Jułajew Ufa. Od lipca do sierpnia 2014 zawodnik HK Soczi.
W połowie 2015 zakończył karierę.

## Sukcesy
Reprezentacyjne
- Złoty medal mistrzostw świata: 2008 i 2009
- Brązowy medal mistrzostw świata: 2005 i 2007

Klubowe
- Złoty medal mistrzostw Rosji: (4 razy): 2000 z Dinamo Moskwa, 2006 z Ak Barsem Kazań, 2008, 2011 z Saławatem Jułajew Ufa
- Puchar Mistrzów: 2007 z Ak Barsem Kazań
- Srebrny medal mistrzostw Rosji: 2014 z Saławatem Jułajew Ufa

Indywidualne
- Puchar Mistrzów IIHF 2007:
  - Pierwsze miejsce w klasyfikacji +/- turnieju: +7
  - Skład gwiazd turnieju
- Superliga rosyjska w hokeju na lodzie (2007/2008):
  - Złoty Kask (przyznawany sześciu zawodnikom wybranym do składu gwiazd sezonu)
- KHL (2008/2009):
  - Najlepszy obrońca miesiąca - styczeń 2009
- KHL (2009/2010):
  - Trzecie miejsce w klasyfikacji +/- w sezonie zasadniczym: +33
- KHL (2011/2012):
  - Trzecie miejsce w klasyfikacji asystentów wśród obrońców w sezonie zasadniczym: 30 asyst
  - Trzecie miejsce w klasyfikacji strzelców wśród obrońców w fazie play-off: 3 gole

Rekord
- Najwięcej rozegranych meczów w rozgrywkach mistrzostw Rosji: 1006[7]

Wyróżnienie
- Zasłużony Mistrz Sportu Rosji w hokeju na lodzie: 2009

Odznaczenie
- Medal Orderu „Za zasługi dla Ojczyzny” II stopnia: 2009[8]